# Profesorul trăsnit (film din 1963)
The Nutty Professor, în română Profesorul trăsnit / Profesorul țicnit, este un film SF, de comedie, american din 1963 regizat de Jerry Lewis. În rolurile principale joacă actorii Jerry Lewis, Stella Stevens.

## Prezentare
Profesorul Kelp Julius este tocilar, bâlbâit și fără curaj, de asemenea suferă de miopie avansată. Dar toate se schimbă când expertul în chimie Kelp Julius inventează o poțiune care-l transformă într-un tip sexy pe nume Buddy Love care atrage toate femeile. Din păcate, există și un efect secundar: Buddy nu poate controla perioada care-i rămâne până când se transformă înapoi în Julius, acesta fiind un eveniment care se întâmplă întotdeauna în momentele cele mai nepotrivite.

## Actori
- Jerry Lewis este Profesor Julius Kelp/Buddy Love/Baby Kelp
- Stella Stevens este Ms. Stella Purdy
- Del Moore este Dr. Hamius R. Warfield
- Kathleen Freeman este Ms. Millie Lemmon
- Howard Morris este Mr. Elmer Kelp
- Elvia Allman este Mrs. Edwina Kelp
- Milton Frome este Dr. M. Sheppard Leevee